# Olof Johansson
För andra betydelser, se Olof Johansson (olika betydelser).
Sten Olof Håkan Johansson, född 31 juli 1937 i Ljungby församling i Kalmar län, är en svensk politiker (centerpartist), som var partiledare för Centerpartiet 1987–1998 och statsråd i regeringarna Fälldin I (energiminister 1976–1978), Fälldin II (personal- och löneminister 1979–1981 och tf. kommunikationsminister maj 1981) och regeringen Bildt (miljöminister och minister för nordiskt samarbete 1991–1994).
Johansson har också varit ordförande för Centerns Ungdomsförbund (1969–1971). Han avgick från regeringen Carl Bildt 1994, i protest mot byggandet av Öresundsbron. Under några år innan Johanssons avgång som partiledare 1998 samarbetade Centerpartiet med den då socialdemokratiska regeringen. Efter sin avgång har han bland annat varit styrelseordförande för Systembolaget (2002–2008). 

## Biografi
Olof Johansson är son till lantbrukaren Harry Johansson och Greta, född Karlsson. Han tog studenten 1956 och därefter reservofficerexamen och bedrev studier vid Handelshögskolan i Stockholm.
Johansson arbetade som lantbrukare, journalist, kontorist, lärare och ombudsman fram till 1966. Han var sekreterare i Centerns riksdagsgrupp 1966–1969, ledamot av Stockholms kommunalfullmäktige 1966–1970, förbundsordförande för Centerns Ungdomsförbund 1969–1971, ledamot av Centerns partistyrelse från 1971, suppleant i Skatteutskottet 1971–1976, riksdagsledamot 1971–1998, ledamot av Miljöforskningsutredningen 1972–1974, ledamot av Utredningen om säkerhetsåtgärder med mera i skatteprocessen 1973–1976, biträdande industriminister 1976–1978 (energiminister), biträdande budgetminister 1979–1982 (personal- och löneminister), 2:e vice ordförande i partistyrelsen 1979–1985 och vice ordförande 1985.
Vidare var han ordförande i Rådgivande nämnden för medbestämmandefrågor 1979–1982, ordförande i Datadelegationen 1980–1982, tillförordnad kommunikationsminister i maj 1981, styrelseledamot i Sveriges geologiska undersökning (SGU) från 1983, ledamot av Data- och offentlighetskommittén från 1984 och för Delegationen för forskning om den offentliga sektorn från 1985. Han var partiledare för Centerpartiet 1987–1998 och miljöminister 1991–1994.
Under Olof Johanssons tid som ordförande i CUF (Centerns Ungdomsförbund) började framför allt ungmoderater kalla CUF-are för Åsa-Nisse-marxister, ett epitet som politiska motståndare även senare använt om Johansson.
Olof Johansson har spelat en viktig roll i den svenska inrikespolitiken under flera årtionden. I Fälldins första regering fick Johansson en av de mest utsatta ministerposterna, som energiminister. År 1991 blev han miljöminister i Bildts borgerliga koalitionsregering, en post som han dock lämnade sommaren 1994 i protest mot byggandet av Öresundsbron, som han länge motarbetat. Samtidigt undvek han att låta regeringen spricka till följd av frågan, genom att göra sin avskedsansökan till en personlig protest medan de tre övriga centerpartisterna i regeringen satt kvar.
År 1995 inledde Centerpartiet under Olof Johanssons ledning ett nära samarbete med den socialdemokratiska regeringen, ett samarbete som varade till 1998, då Johansson bara några månader före riksdagsvalet lämnade partiledarposten. Den av honom initierade historiska uppbrytningen av blockpolitiken blev emellertid ett trovärdighetsproblem för efterträdarna Lennart Daléus och Maud Olofsson, som båda i stället satsade på borgerlig samverkan.
Johansson förlorade sin riksdagsplats i valet 1998 och lämnade därmed politiken. Efter det har han bland annat varit styrelseordförande i Systembolaget 2002–2008. Den 14 juli 2006 utsågs han till en av fyra vindkraftsamordnare i landet.
Johansson är gift med Marianne Moström. I ett tidigare äktenskap har han två söner.

## Utmärkelser
- Storkors av Norska förtjänstorden (1 juli 1992)[6]

## Böcker av Johansson
- Arbete för välfärd: näringspolitik, arbete och produktion utifrån centerpolitiska värderingar, Stockholm 1975 ISBN 91-36-00616-5